# كاترين جولي
كاترين جولي (بالفرنسية: Catherine Joly)‏ هي عازفة بيانو فرنسية، ولدت في القرن العشرين في بلفور في فرنسا.

## وصلات خارجية
- الموقع الرسمي